# Erland Kops
Erland Kops (Koppenhága, 1937. január 14. – 2017. február 18.) Európa-bajnoki ezüstérmes dán tollaslabdázó.

## Fontosabb eredményei
| Helyezés          | Versenyszám  | Dátum                                    | Helyszín                                         |
| ----------------- | ------------ | ---------------------------------------- | ------------------------------------------------ |
| Dán bajnokság     |              |                                          |                                                  |
| 1                 | egyéni       | 1961, 1962, 1964, 1965, 1967             | Koppenhága                                       |
| 1                 | férfi páros  | 1961, 1965, 1968, 1969                   |                                                  |
| Északi bajnokság  |              |                                          |                                                  |
| 1                 | egyéni       | 1964, 1965, 1966, 1966, 1967             | különböző helyszínek                             |
| 1                 | férfi páros  | 1964, 1965, 1966, 1967, 1971             |                                                  |
| 1                 | vegyes páros | 1965, 1967                               |                                                  |
| Európa-bajnokság  |              |                                          |                                                  |
| 2                 | férfi páros  | 1970                                     | Port Talbot, Wales                               |
| 3                 | férfi páros  | 1972                                     | Karlskrona, Svédország                           |
| Nyílt bajnokságok |              |                                          |                                                  |
| 1                 | egyéni       | 1958, 1960, 1961, 1962, 1963, 1965, 1967 | Anglia (All England Open)                        |
| 1                 | férfi páros  | 1958, 1967, 1968, 1969                   | Anglia (All England Open)                        |
| 2                 | egyéni       | 1957                                     | Anglia (All England Open)                        |
| 2                 | férfi páros  | 1961, 1964, 1965                         | Anglia (All England Open)                        |
| 1                 | egyéni       | 1961                                     | Franciaország (French Open)                      |
| 1                 | férfi páros  | 1961                                     | Franciaország (French Open)                      |
| 1                 | vegyes páros | 1966                                     | Franciaország (French Open)                      |
| 1                 | egyéni       | 1961, 1963, 1967                         | Kanada (Canadian Open)                           |
| 1                 | férfi páros  | 1963                                     | Kanada (Canadian Open)                           |
| 1                 | vegyes páros | 1963                                     | Kanada (Canadian Open)                           |
| 1                 | egyéni       | 1968                                     | Dánia (Denmark Open)                             |
| 1                 | férfi páros  | 1970                                     | Dánia (Denmark Open)                             |
| 1                 | egyéni       | 1967, 1968                               | Hollandia (Dutch Open)                           |
| 1                 | férfi páros  | 1958, 1967                               | Hollandia (Dutch Open)                           |
| 1                 | egyéni       | 1962, 1963, 1964, 1966, 1967, 1968       | NSZK (German Open)                               |
| 1                 | férfi páros  | 1963, 1964                               | NSZK (German Open)                               |
| 1                 | egyéni       | 1967                                     | Malajzia (Malaysia Open)                         |
| 1                 | egyéni       | 1965                                     | Mexikó (Mexican Open)                            |
| 1                 | férfi páros  | 1965                                     | Mexikó (Mexican Open)                            |
| 1                 | egyéni       | 1962                                     | Mexikóváros (Mexico City International)          |
| 1                 | férfi páros  | 1962                                     | Mexikóváros (Mexico City International)          |
| 1                 | egyéni       | 1968                                     | Norvégia (Norwegian International Championships) |
| 1                 | férfi páros  | 1968                                     | Norvégia (Norwegian International Championships) |
| 1                 | egyéni       | 1962, 1963, 1964, 1965                   | Svédország (Swedish Open)                        |
| 1                 | férfi páros  | 1965, 1968, 1969                         | Svédország (Swedish Open)                        |
| 1                 | egyéni       | 1960                                     | Svájc (Swiss Open)                               |
| 1                 | férfi páros  | 1960                                     | Svájc (Swiss Open)                               |
| 1                 | vegyes páros | 1960                                     | Svájc (Swiss Open)                               |
| 1                 | egyéni       | 1963, 1965, 1967                         | Egyesült Államok (US Open)                       |
| 1                 | férfi páros  | 1963, 1967                               | Egyesült Államok (US Open)                       |
| 1                 | vegyes páros | 1969                                     | Egyesült Államok (US Open)                       |
| Egyéb bajnokságok |              |                                          |                                                  |
| 1                 | egyéni       | 1960                                     | India (All-India Championships)                  |
| 1                 | férfi páros  | 1960                                     | India (All-India Championships)                  |
| 1                 | egyéni       | 1959                                     | Thaiföld (Thailand National Championships)       |